# Renata Alt

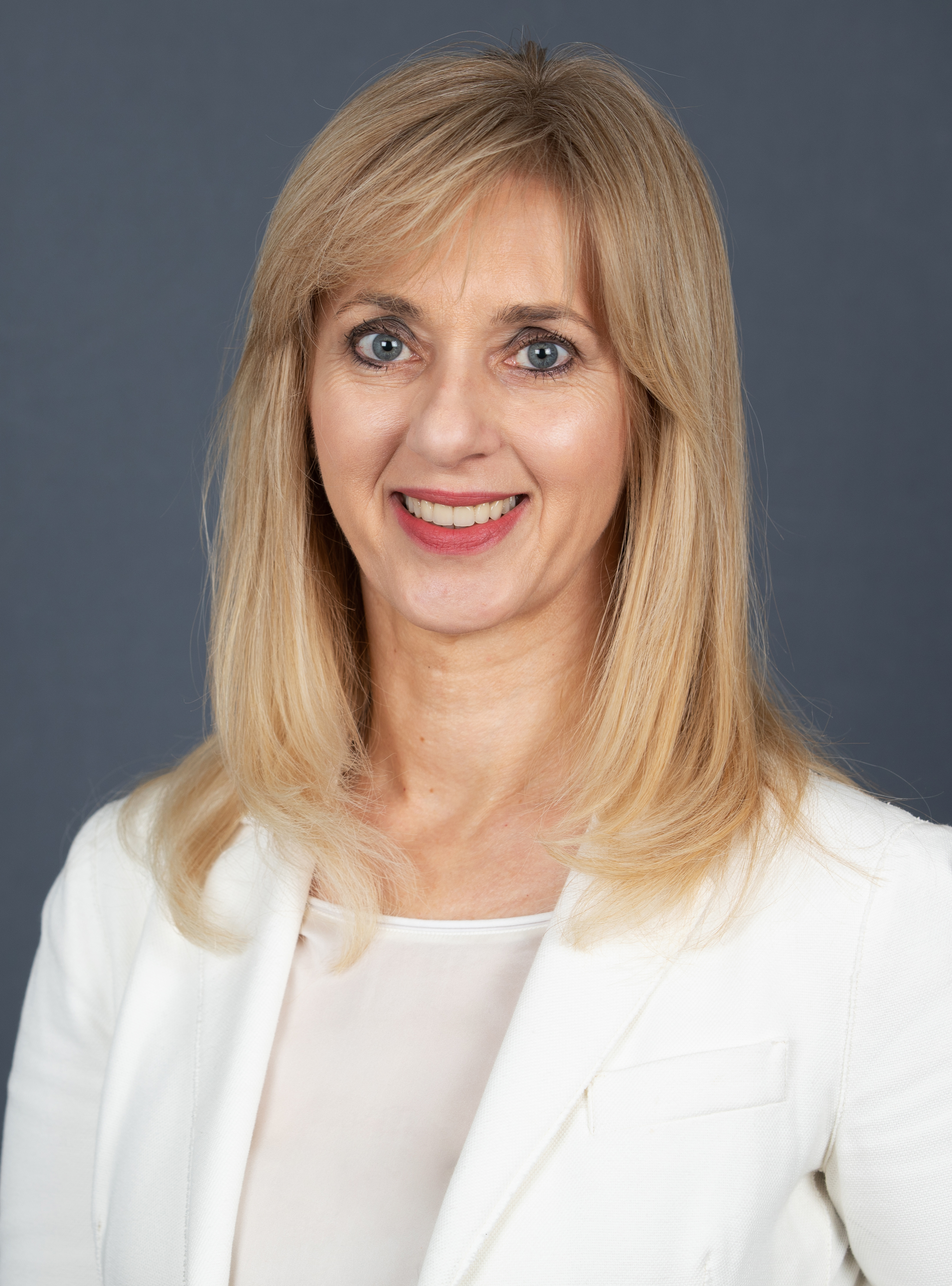
Renata Alt (2020)

Renata Alt (* 27. August 1965 in Skalica, Tschechoslowakei als Renata Formánková; auch Renata Formánková-Alt) ist eine deutsche Politikerin (FDP). Von 2017 bis 2025 war sie Mitglied des Deutschen Bundestages. Im 20. Deutschen Bundestag war sie Vorsitzende des Ausschusses für Menschenrechte und humanitäre Hilfe.

## Leben und Beruf
Renata Alt wurde 1965 in Skalica im slowakischen Teil der Tschechoslowakei geboren. Sie absolvierte 1983 ihren Schulabschluss, anschließend studierte sie bis 1987 Chemie in der Fachausrichtung Lebensmittelchemie und Biotechnologie an der Slowakischen Technischen Universität in Bratislava. Ihre Diplomarbeit schrieb sie zum Thema „Charakterisierung der inhibitorischen Wirkung von Zephalosporinen auf die Synthese der Zellwand bei Bakterien“.
Nach ihrer Ausbildung arbeitete sie bei Technopol, einem Unternehmen im Außenhandel des Bereich der Maschinen- und Lebensmittelindustrie. 1991 wechselte Alt ins Außenhandelsministerium nach Prag, wo sie in der Abteilung Europa und EWG tätig war. 1992 entsandte sie das Ministerium ins tschechoslowakische (später slowakische) Generalkonsulat nach München, wo sie bis 1993 als Wirtschaftsattaché tätig war.
Von 1994 bis 2022 arbeitete Alt im Consulting im Bereich Außenhandel und Außenbeziehungen; seit 1997 war sie zudem als wissenschaftliche Beraterin im Bereich Lebensmittelchemie und Biochemie tätig.

## Politische Tätigkeiten
2009 trat Alt in die FDP ein und ist seitdem Mitglied im Landesfachausschuss Baden-Württemberg für Internationale Politik, dessen Vorsitz sie seit 2019 innehat. Sie ist Vizevorsitzende der FDP-Vorfeldorganisation Liberale Frauen in Baden-Württemberg. Zudem ist sie seit 2010 Mitglied im Bundesfachausschuss Internationale Politik.
2013 nominierte sie der Landesparteitag der FDP Baden-Württemberg für den 19. Listenplatz für die Bundestagswahl 2013, zudem kandidierte sie im Bundestagswahlkreis Nürtingen für ein Direktmandat. Da die FDP die Fünf-Prozent-Hürde nicht überschritt, zog Alt nicht ins Parlament ein. In ihrem Wahlkreis erhielt sie 2,5 Prozent der Erststimmen.
Seit 2014 ist Alt Mitglied im Kreisvorstand der FDP Kreis Esslingen. Bei der Europawahl 2014 nominierte ihre Partei sie als zweite Baden-Württembergerin für den neunten Platz der Bundesliste. Da die FDP bundesweit 3,4 Prozent (und damit drei Mandate) gewann, kam Alt nicht zum Zuge.
Seit 2015 ist sie Mitglied des Landesvorstandes der FDP Baden-Württemberg. Von 2015 bis 2021 war sie zudem stellvertretende Vorsitzende und Pressesprecherin des FDP-Ortsverbands Kirchheim-Weilheim-Lenninger Tal. Alt war von Dezember 2016 bis Mai 2022 Stadträtin für die Fraktion FDP/KiBü im Gemeinderat von Kirchheim unter Teck und vom Mai 2019 bis zu ihrem Ausscheiden aus dem Gemeinderat auch Vorsitzende ihrer Fraktion.
2016 nominierte der Landesparteitag der FDP Baden-Württemberg Alt für den siebten Listenplatz der Bundestagswahl 2017, erneut kandidierte sie zudem im Bundestagswahlkreis Nürtingen für ein Direktmandat. Die FDP gewann in Baden-Württemberg 12,7 %, damit zogen 12 Abgeordnete der FDP – und damit auch Alt – in den 19. Deutschen Bundestag ein. In ihrem Wahlkreis erhielt sie 9,9 % der Erststimmen. Im 19. Deutschen Bundestag war Renata Alt Mitglied des Auswärtigen Ausschusses, wo sie Berichterstatterin für Mittel- und Osteuropa, Ukraine, Russland und den Balkan war. Zudem war sie Obfrau im Unterausschuss für Zivile Krisenprävention, Konfliktbearbeitung und vernetztes Handeln. Sie war stellvertretendes Mitglied im Ausschuss für Gesundheit. In der FDP-Bundestagsfraktion war Renata Alt stellvertretende Vorsitzende des Arbeitskreises Freiheit und Menschenrechte weltweit. Im Bundestag war sie gleichzeitig Vorsitzende der Parlamentariergruppe Tschechien-Slowakei-Ungarn und stellvertretende Vorsitzende der Parlamentariergruppe Südosteuropa. Alt war zudem stellvertretendes Mitglied der Parlamentarischen Versammlung der OSZE, der Parlamentarischen Versammlung der Union für den Mittelmeerraum und der Interparlamentarischen Konferenz für die Gemeinsame Außen- und Sicherheitspolitik und die Gemeinsame Sicherheits- und Verteidigungspolitik.
Zur Bundestagswahl 2021 wurde Alt erneut auf Listenplatz 7 der FDP Baden-Württemberg aufgestellt und erreichte darüber ihr Mandat. Im Wahlkreis Nürtingen erreichte sie mit 13,8 % der Erststimmen nur den vierten Platz. Im 20. Deutschen Bundestag ist sie Vorsitzende des Ausschusses für Menschenrechte und humanitäre Hilfe sowie stellvertretendes Mitglied im Auswärtigen Ausschuss und im Ausschuss für Gesundheit. Zudem ist sie stellvertretende Delegationsleiterin der Parlamentarischen Versammlung der OSZE, Vize-Vorsitzende der Parlamentariergruppe Tschechien-Slowakei-Ungarn und erneut stellvertretendes Mitglied der Parlamentarischen Versammlung der Union für den Mittelmeerraum.
Seit April 2022 ist sie Mitglied im Bundesvorstand der FDP.

## Politische Positionen
Im Zuge des Bundestagswahlkampfes 2017 forderte sie eine gemeinsame Europäische Außen- und Sicherheitspolitik, den Stopp von Waffenlieferungen in Krisengebiete, ein Einwanderungsgesetz für eine „gesteuerte und kontrollierte Zuwanderung“ und eine Intensivierung der Zusammenarbeit zwischen NATO und EU. Zudem setzten sie sich für eine Reform der EU ein, eine stärkere Kooperation mit östlichen EU-Nachbarn und forderte auch nach der Annexion der Krim 2014 mit Russland im Gespräch zu bleiben. Zudem warb sie damit kein Verständnis für religiösen Fundamentalismus zu haben.
Beim Bundestagswahlkampf 2021 forderte sie einen besseren Schutz vor Cyberangriffen, die Modernisierung durch Investitionen für die Zukunft in Deutschland voranzutreiben und eine Digitalisierung des Gesundheitswesen. Weiterhin forderte sie die Verstärkung der Kooperation mit den östlichen EU-Nachbarn, eine offene strategische Souveränität der EU, eine gemeinsame und innovative EU-Energieaußenpolitik und neue Rechtsstaatmechanismen für die EU.
Wegen ihres Einsatzes für die Menschenrechte und Unterstützung der Proteste im Iran steht sie seit Februar 2023 als eine von drei Deutschen auf der Sanktionsliste des Irans.

## Mitgliedschaften
Renata Alt ist Mitglied der überparteilichen Europa-Union Deutschland, Kuratoriumsmitglied der Stiftung „Erinnerung, Verantwortung und Zukunft“, Mitglied im Beirat der Expertenkommission „Erinnerungsort für polnische NS-Opfer“, Mitglied der Mitgliederversammlung des Instituts für Auslandsbeziehungen und Mitglied des Deutsch-Tschechischen Gesprächsforums.

## Privates
2000 erhielt Renata Alt die deutsche Staatsangehörigkeit. Sie ist verheiratet, konfessionslos und wohnt im baden-württembergischen Kirchheim unter Teck.